# XVIII. Lajos francia király
XVIII. Lajos (Versailles, Franciaország, 1755. november 17. – Párizs, Franciaország, 1824. szeptember 16.), a napóleoni háborúkat követően a visszaállított Francia Monarchia királya 1814 áprilisától 1824 szeptemberében bekövetkezett haláláig – leszámítva Bonaparte Napóleon 1815. március és július közötti száznapos visszatérését. Uralkodása alatt született a miniszterelnökének, Talleyrand hercegnek tulajdonított mondás, miszerint „a Bourbonok semmit sem tanultak és semmit sem felejtettek”.
Franciaország trónjára lépéséig a Provence grófja címet viselte, megszólítása a Monsieur volt. Ő volt XVI. Lajos, az ancien régime utolsó királyának legidősebb öccse. A francia forradalom során 1792 őszén megdöntötték az abszolút monarchia intézményét és kikiáltották a köztársaságot, nem sokkal ezt követően, 1793 januárjában pedig guillotine által kivégezték fivérét. A royalisták a meggyilkolt király fiát XVII. Lajos néven királynak ismerték el, tényleges hatalommal azonban sosem rendelkezett, mivel a kisgyermek a forradalmárok fogságában volt, ahol 1795 júniusában – betegség következtében – el is hunyt. Lajos előbb régenssé, majd unokaöccse halálát követően királlyá nyilvánította magát.
1791 nyarán elmenekült az országból és Bonaparte Napóleon uralma alatt száműzetésben élt többek között Poroszországban, Nagy-Britanniában és Oroszországban. Amikor a hatodik koalíció 1814-ben legyőzte a császárt, Lajos hivatalosan is király lett és elfoglalhatta a francia trónt. Napóleon 1815 tavaszán azonban visszatért és száz nap erejéig visszaállította uralmát, amely következtében Lajos újból elhagyta országát. A nyár folyamán a császár döntő vereséget szenvedett, ezzel Lajos végleg visszatért trónjára.
XVIII. Lajos összességben tíz évet uralkodott. A Bourbon-restauráció során az ország alkotmányos monarchia lett, a király előjogait jelentősen korlátozta az 1814-ben elfogadott alapokmány. Regnálása alatt országa az aix-la-chapelle-i kongresszuson (1818) az ötös szövetség tagja lett, majd 1823-ban részt vett a spanyol forradalom leverésében. A mérsékelt, középutas politikára törekvő király kormányát elsőként Talleyrand, majd Richelieu herceg, Dessolles márki, Decazes herceg, végül Villèle gróf vezette. A feleségével, Savoyai Mária Jozefinával rossz viszonyban lévő Lajosnak nem születtek gyermekei, így 1824 szeptemberében bekövetkezett halála után az ultrakonzervatív öccse, Artois grófja követte a trónon. XVIII. Lajos volt az utolsó francia király, aki haláláig uralkodott.

## Forradalom és száműzetés
A Párizs melletti versailles-i királyi palotában Lajos Ferdinánd francia trónörökös és Mária Jozefa Karolina szász hercegnő, lengyel királyi hercegnő (1731–1767) negyedik fiúgyermekeként. Születésekor a „Provence grófja” címet kapta. A nagy francia forradalom előtti években Provence grófja a mérsékelt liberálisok politikáját támogatta királyi bátyja ellenében, a forradalom nagyfokú radikalizmusa azonban hamar visszakozásra késztette. 1789-ben tervet dolgozott ki a király és a királyság megmentésére, valamint a forradalmi rendszer megdöntése céljából. A kísérlet pénzügyi hátterének előteremtése érdekében (Châtre grófjának közvetítésével) Favras márkit kérte fel, hogy egyezzen meg egy kétmillió frank összegű kölcsön felvételéről Schaumel és Sartorius bankárokkal.
Favras márkit azonban saját bizalmasai elárulták, így már 1789. december 23-án az utcákon szétszórt röplapok tudatták a párizsiakkal, hogy Provence grófja felbérelte Favrast egy Franciaország népe ellen irányuló összeesküvés kitervelésére és kivitelezésére. A meghiúsított terv szerint a királyt és a királynét, valamint gyermekeiket elmenekítették volna a Tuileriákból, hogy elhagyhassák az országot, majd Provence grófja teljhatalmú régensként vegye át a hatalmat a királyságban, miközben egy 30 000 fős hadsereg Párizs bekerítésével siet a royalisták segítségére. Következő lépésként a várható nagy fejetlenségben meggyilkolták volna a város három legfőbb liberális vezetőjét: Jacques Neckert, a népszerű pénzügyminisztert, Jean Sylvain Baillyt, Párizs polgármesterét és Gilbert du Motier de La Fayette márkit, az újonnan létrejött Nemzeti Gárda parancsnokát. Végül a rebellis várost addig éheztették volna, amíg be nem hódol királyának.
A röplapok elterjesztése után azonban Favras márkit és feleségét letartóztatták, és L’Abbaye börtönébe vetették. A letartóztatás után Provence grófja egy, a párizsi tanács előtt elmondott beszédében, valamint a Nemzeti Alkotmányozó Bizottságnak sietve megírt levelében nyilvánosan tagadta, hogy bármiféle kapcsolata lenne Favras márkival. A cserben hagyott márkit 1790 februárjában kivégezték.
1791-ben ismételten meghiúsították a királyi család szökési kísérletét (Varennes-ben leleplezték őket, és a republikánusok visszafordították az inkognitójától megfosztott királyi menetet Párizs felé). Provence grófja ekkor elhagyta Franciaországot. Bátyját, XVI. Lajost 1793. január 21-én guillotine-nal kivégezték. A francia royalisták ekkor a kivégzett király kiskorú fiát, Lajos Károly herceget XVII. Lajos néven királlyá nyilvánították, gyámjává nagybátyját, Provence grófját kiáltották ki. Vesztfáliai száműzetéséből Provance grófja Franciaország régensének nyilvánította magát.
1794-ben Provence grófja a Velencei Köztársasághoz tartozó Veronában kiadott egy deklarációt, amelyben a Francia Királyság régenseként elutasított minden, a forradalom kitörése óta bekövetkezett változást. Ezzel a nyilatkozatával jelentősen aláásta az otthon maradt alkotmányos monarchisták helyzetét, akik egy alkotmánnyal szabályozott királyság intézményét tartották üdvösnek az ország szempontjából.
A XVII. Lajos néven királlyá kikiáltott Lajos Károly herceg sohasem léphetett trónra, mert 1795. június 8-án 10 évesen meghalt a jakobinusok börtönében. Nagybátyja, Provence grófja XVIII. Lajos néven Franciaország királyává nyilváníthatta magát, mivel a trónöröklési sorrendben ő következett a gyermektelenül elhunyt unokaöccse után. Bár uralkodását ettől az időponttól datálta, trónját ténylegesen két évtizeddel később, I. Napóleon végleges bukása és a Bourbon-restauráció után foglalhatta el.
1796-ban a francia Direktórium eredményesen gyakorolt nyomást Velencére annak érdekében, hogy XVIII. Lajost kiutasítsák területeikről, így az emigrációban élő uralkodó a következő években „végigköltözködött” egész Európán, megfordult például Oroszországban is. Végül Angliában telepedett le, és ott is maradt egészen a restaurációig.
A konzulátus időszaka alatt (1799-1804) levelezett Bonaparte tábornokkal, és felajánlotta neki, hogy visszavonja veronai deklarációját, megbocsátja a királygyilkosságokat (azaz XVI. Lajos és Marie Antoinette királyné kivégzését), címeket és nemességet adományoz a Bonaparte-család tagjainak, sőt, érvényben hagyja az 1789 óta meghozott összes változtatást, ha Bonaparte nem gördít akadályt a trónra való visszatérése elé. Az első konzul azonban ezt határozottan visszautasította, mondván: a Bourbonok visszatérése Franciaországba újabb, százezrek életébe kerülő polgárháborúba taszítaná az országot. (Bonaparte tábornok a mögötte álló jelentős haderővel valószínűleg vissza tudta volna állítani a Bourbon-monarchiát, ám nem kívánt megelégedni „a trón mögött álló erő” szerepével.)
Napóleon 1804-es császárrá koronázása tovább csökkentette a reményt, hogy XVIII. Lajos valaha is királyként térhetne vissza országába.

## Uralkodása

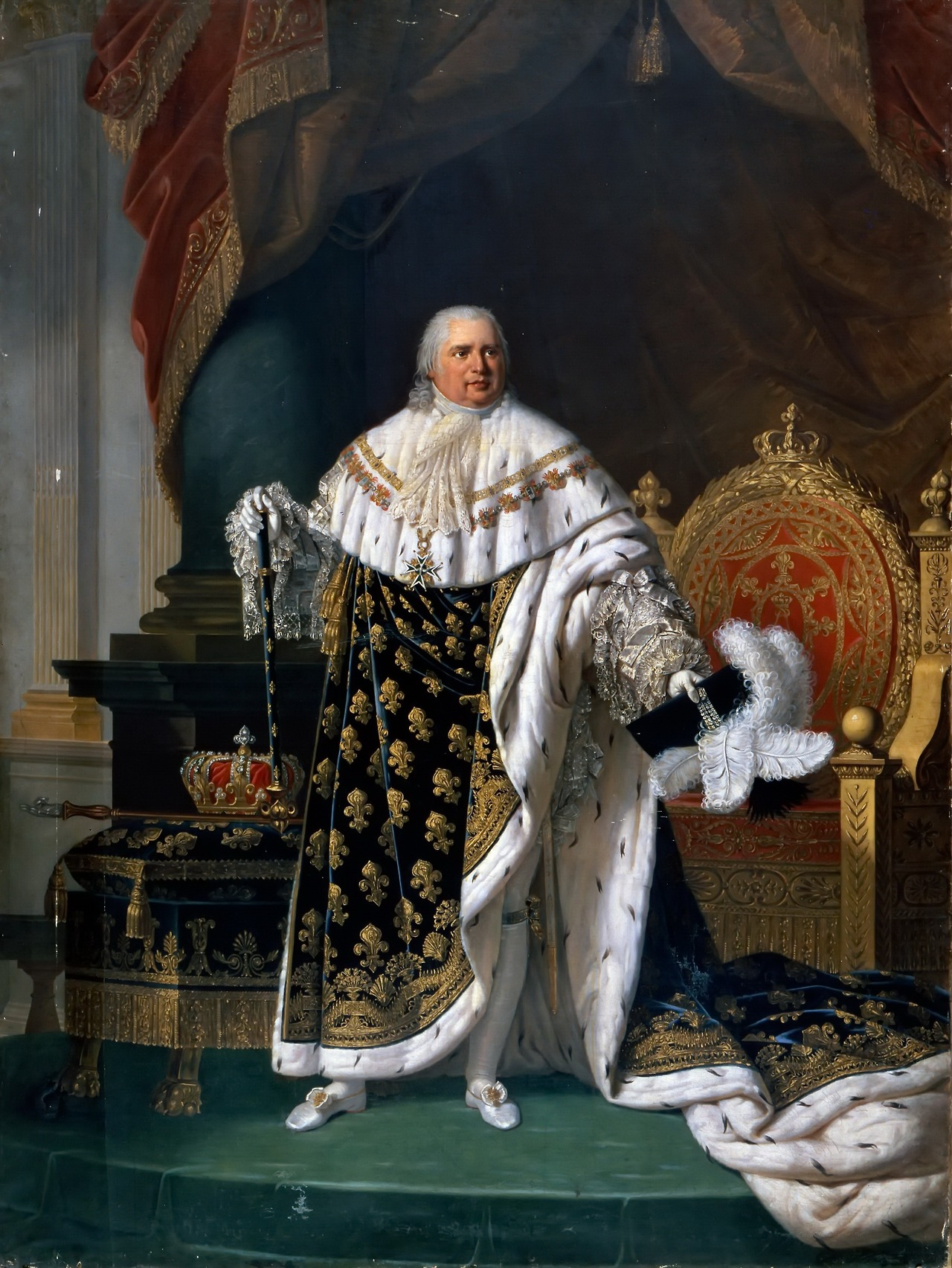
XVIII. Lajos uralkodói díszben

Végül mégiscsak felvirradt XVIII. Lajos napja. Napóleon bukása után, 1814. április 6-án a szövetséges erők támogatásával hivatalosan is elfoglalhatta a Francia Királyság trónját. Ebben Charles-Maurice de Talleyrand, a forradalmi, majd napóleoni rendszernek is jó szolgálatokat tett külügyminiszter, valamint a napóleoni idők felső rétegei is segítségére voltak. XVIII. Lajos békülékenységet mutatott a hajdani forradalmárok iránt, így még 1814-ben alkotmányos kartát adott ki, melyben többek között kétkamarás törvényhozási modellt vezetett be, igaz, ez a parlament igencsak korlátozott jogokkal rendelkezett. XVIII. Lajos rendszere a napóleonihoz képest jelentősen nagyobb szólásszabadságot is biztosított.
A király azonban (tulajdonképpen főleg jelképes értékű) lépéseket tett a forradalom vélt vagy valós vívmányainak eltörlésére. Ez gyorsan népszerűtlenné tette. Egy év sem telt el, és 1815-ben, Napóleon visszatérésének hírére Gentbe kellett menekülnie.
A „száznapos uralom”-nak véget vető waterlooi csata után azonban ismét visszatérhetett Párizsba. A második restaurációt kísérő „fehérterror”-t viszont, melynek során Napóleon restaurációjának támogatói közül jó néhányat meggyilkoltak, mind a király, mind miniszterei sikertelenül próbálták megakadályozni.
Lajos király miniszterei – így Talleyrand, Richelieu herceg, Élie Décazes – kezdetben mérsékeltnek, megfontoltnak mutatkoztak, csakúgy, mint az uralkodó, aki szintén óvatos, átgondolt politikát követett, remélve, hogy ezzel biztosíthatja a dinasztia fennmaradását. Az 1815-ben megválasztott, ultraroyalisták által uralt parlamentet Richelieu-nek mégis fel kellett oszlatnia, mert teljességgel lehetetlen volt vele az együttműködés. Választási csalásokkal 1816-ban sikerült egy liberálisabb parlamentet összehívni, ám végül ez is kezelhetetlennek bizonyult. 1820-ban a király és Decazes már a választási törvények szigorításának lehetőségét kereste, hogy konzervatívabb többséget biztosítson a törvényhozásban.

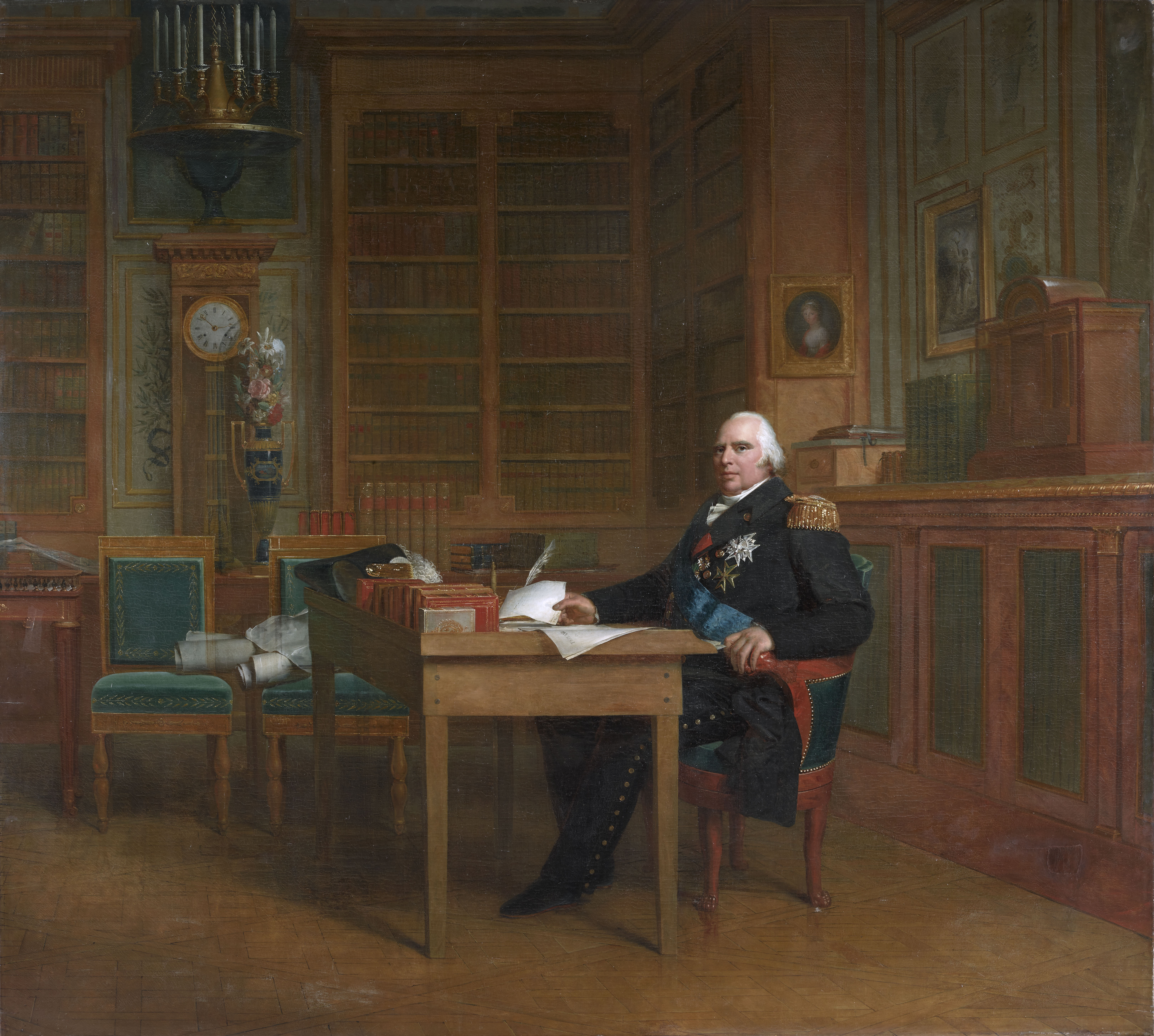
XVIII. Lajos király íróasztalánál

1820 februárjában meggyilkolták Berry hercegét, XVIII. Lajos ultrareakciós öccsének (aki egyben utód-jelöltje is volt) ultrareakciós fiát. Ez Decazes bukását és az „Ultrák” hatalomra kerülését eredményezte. Egy rövid, Richelieu nevével fémjelezhető időszak (1820-1821) után Villèle gróf vezetésével ultrakonzevatív kormány alakult. Villèle főminiszter azonban csaknem olyan óvatos politikát képviselt, mint a király, így annak haláláig az ultraroyalista törekvéseket sikerült kordában tartani.
Az idős, köszvénytől szenvedő XVIII. Lajos alattvalói teljes közönyétől kísérve 1824. szeptember 16-án hunyt el, számos francia király temetkezési helyén, a Saint-Denis-székesegyházban helyezték végső nyugalomba. Öccse, Artois grófja követte a trónon, X. Károly néven. (Megjegyzendő, hogy a 19. századi francia történelemben ez volt az egyetlen szabályos államfőváltás, hiszen X. Károlyt, Lajos Fülöpöt és III. Napóleont is forradalom távolította el az állam éléről, sőt, később a harmadik köztársaság egyetlen elnöke sem töltötte ki mandátumát egészen 1906-ig.)

## Házassága és magánélete
1771. május 14-én feleségül vette Savoyai Mária Jozefina Lujza piemonti hercegnőt (1753-1810), III. Viktor Amadé savoyai herceg (1773-tól III. Viktor Amadé néven szárd–piemonti király) és Mária Antonietta spanyol infánsnő harmadik gyermekét (egyben második leányát). A házasság gyermektelen maradt, sőt talán elhálatlan is volt. Lajos nem szerette feleségét, mert szerinte csúnya és tájékozatlan is volt. Kifogásolta Mária hanyag tisztálkodási szokásait is, ezért nem is aludt vele. Gyakran veszekedtek is, de konfliktusaikat a külvilág előtt igyekeztek eltitkolni.
Lajos szeretett rengeteget enni, idővel elhanyagolta a testmozgást, nem sportolt, ezért nagyon elhízott.